# Belpech
Belpech é uma comuna francesa na região administrativa de Occitânia, no departamento de Aude. Estende-se por uma área de 42,46 km². Em 2010 a comuna tinha 1 322 habitantes (densidade: 31,1 hab./km²).